# Kabaddi nos Jogos Sul-Asiáticos de 2006
As competições de kabaddi nos Jogos Sul-Asiáticos de 2006 ocorreram entre 19 e 26 de agosto. Dois torneios foram disputados.

## Calendário
| Agosto  | 14 | 16 | 17 | 18 | 19 | 20 | 21 | 22 | 23 | 24 | 25 | 26 | 27 | 28 | Finais |
| ------- | -- | -- | -- | -- | -- | -- | -- | -- | -- | -- | -- | -- | -- | -- | ------ |
| Kabaddi |    |    |    |    |    |    |    |    |    |    |    | 2  |    |    | 2      |

## Quadro de medalhas
| Ordem | País       | Medalha de ouro | Medalha de prata | Medalha de bronze |   |
| ----- | ---------- | --------------- | ---------------- | ----------------- | - |
| 1     | Índia      | 2               |                  |                   | 2 |
| 2     | Sri Lanka  |                 | 1                |                   | 1 |
| 2     | Paquistão  |                 | 1                |                   | 1 |
| 4     | Bangladesh |                 |                  | 2                 | 2 |
| TOTAL | TOTAL      | 2               | 2                | 2                 | 6 |

## Medalhistas
| Evento    | Ouro      | Prata         | Bronze         |
| Masculino | IND Índia | PAK Paquistão | BAN Bangladesh |
| Feminino  | IND Índia | SRI Sri Lanka | BAN Bangladesh |

## Resultados
| Grupo único | Grupo único |
| ----------- | ----------- |
| 1           | Índia       |
| 2           | Paquistão   |
| 3           | Bangladesh  |
| 4           | Sri Lanka   |
| 5           | Nepal       |

| Decisão do 3º lugar | Bangladesh | venceu | Sri Lanka |
| Final               | Índia      | venceu | Paquistão |

| Grupo único | Grupo único |
| ----------- | ----------- |
| 1           | Índia       |
| 2           | Sri Lanka   |
| 3           | Bangladesh  |
| 4           | Nepal       |

| Decisão do 3º lugar | Bangladesh | venceu | Nepal     |
| Final               | Índia      | venceu | Sri Lanka |